# 真・ニッキゴルフ
『真・ニッキゴルフ』（しん・ニッキゴルフ）は、TOKYO MXにて、2011年4月9日から9月24日まで放送されていたゴルフバラエティ番組。
前番組のタイトルは『二木ゴルフ Presents ニッキゴルフ』（2010年4月3日 - 2011年3月26日、毎週土曜12:30～13:00）

## 放送時間
- 2011年4月から6月までは隔週（第2、第4）土曜日の12:30～13:00に放送（尚、第1、第3土曜日はサンテレビ制作『原田伸郎のめざせパーゴルフIII』を放送）。 とちぎテレビでは隔週（第1、第3）日曜日の7:30～8:00、群馬テレビでは毎週（第1、第3は前週の再放送）土曜日の21:30～22:00に放送。
- 2011年7月からは縮小され、毎月最終土曜のみの放送となった。

## 前番組からの概要
- 少年隊の錦織一清とパパイヤ鈴木が、プロゴルファーである小野寺誠のアドバイスを受けながら、ゴルフのスキルアップを目指す番組。TOKYO MXでジャニーズ事務所所属のタレントを起用したのは、当番組が初。
- 2011年元旦には、「ニッキゴルフ新春スペシャル」として、12:00～13:00に放送した。
- リニューアル前は二木ゴルフ一社提供であった。
- 番組内では「Drスギのゴルフ研究所」や「良い品探検隊」など、二木ゴルフが取り扱う最新の商品の紹介コーナーがある。

## 出演者
- 錦織一清 （少年隊）
- パパイヤ鈴木
- 小野寺誠プロ
- 美早
- Dr.スギ
- 木村武プロ （『真・ニッキゴルフ』になってからの参加）
- 小林清志 （ナレーション）

## 主題歌
オープニングテーマ
- 毎回違う少年隊の曲が流れる。過去に「仮面舞踏会」、「ABC」、「STRIPE BLUE」などが流れた。

エンディングテーマ
- 294「ハラッパ」

## スタッフ
- エグゼクティブプロデューサー：植草康成